# 東海新宝出入口
東海新宝出入口（とうかいしんぽうでいりぐち）は、愛知県東海市新宝町にある名古屋高速4号東海線の出入口である。

## 概要
都心環状線方面への入口と同方面からの出口のみを持つハーフインターチェンジである。国道302号から4号東海線を利用する場合は当出入口を利用する必要がある。
南行きの場合、当出口で流出することなく、そのまま本線を直進すると、東海JCTにて西知多産業道路知多方面と伊勢湾岸自動車道に直通する。後者の場合は料金体系が変更となる。

## 路線
- 名古屋高速4号東海線

## 料金所

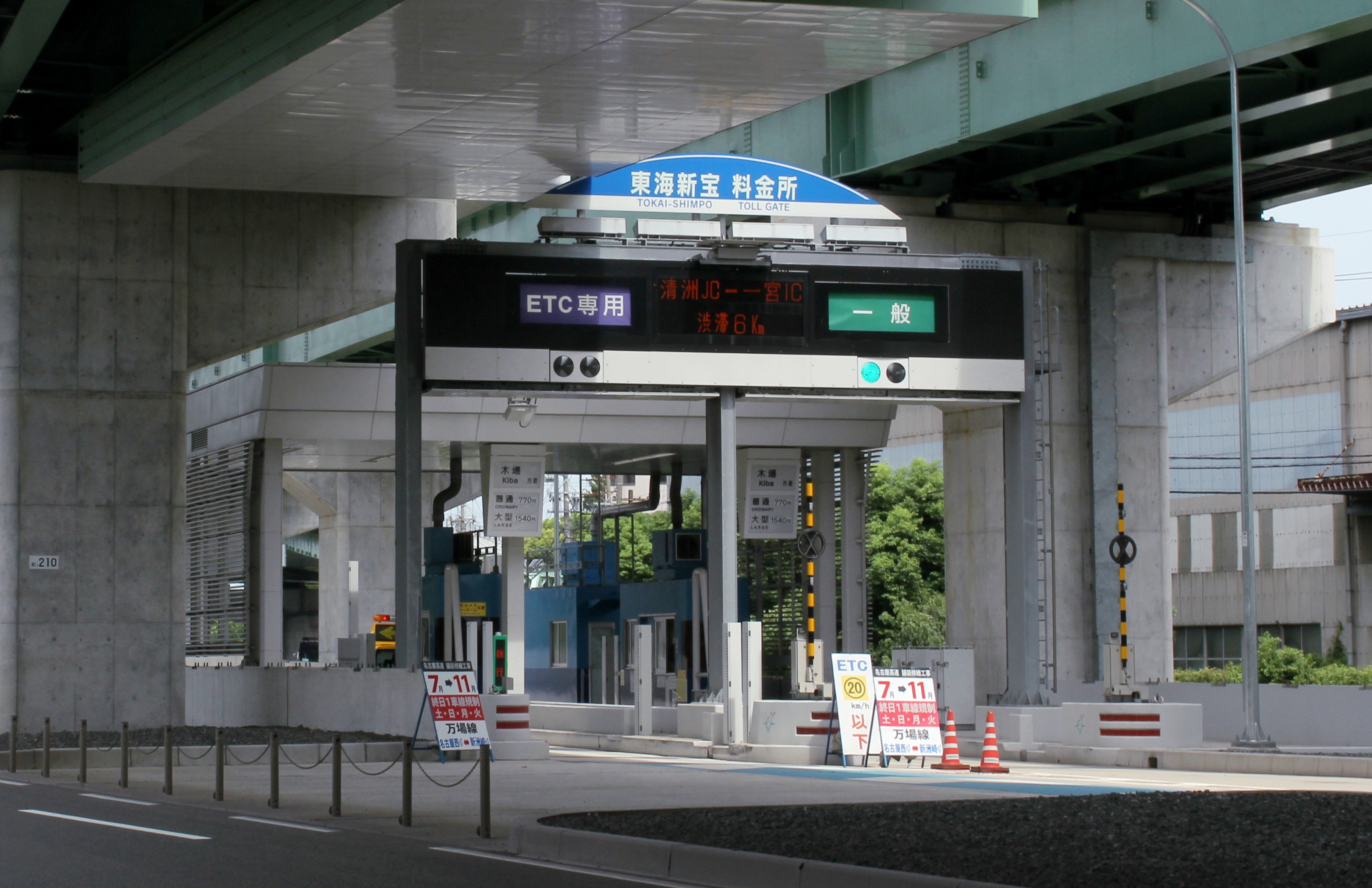
料金所

入口
- レーン数：2[4]
  - ETC専用：1
  - 一般：1

## 歴史
- 2011年（平成23年）11月19日 : 木場出入口 - 東海JCT間開通に伴い供用開始[5]

## 利用台数
名古屋市統計年鑑による利用台数の推移
| 2011年（平成23年）度 | 14228台  |  |
| 2012年（平成24年）度 | 37165台  |  |
| 2013年（平成25年）度 | 118234台 |  |

## 接続する道路
- 直接接続
  - 愛知県道55号名古屋半田線
- 間接接続
  - 国道247号（西知多産業道路）
  - 国道302号（名古屋環状2号線）

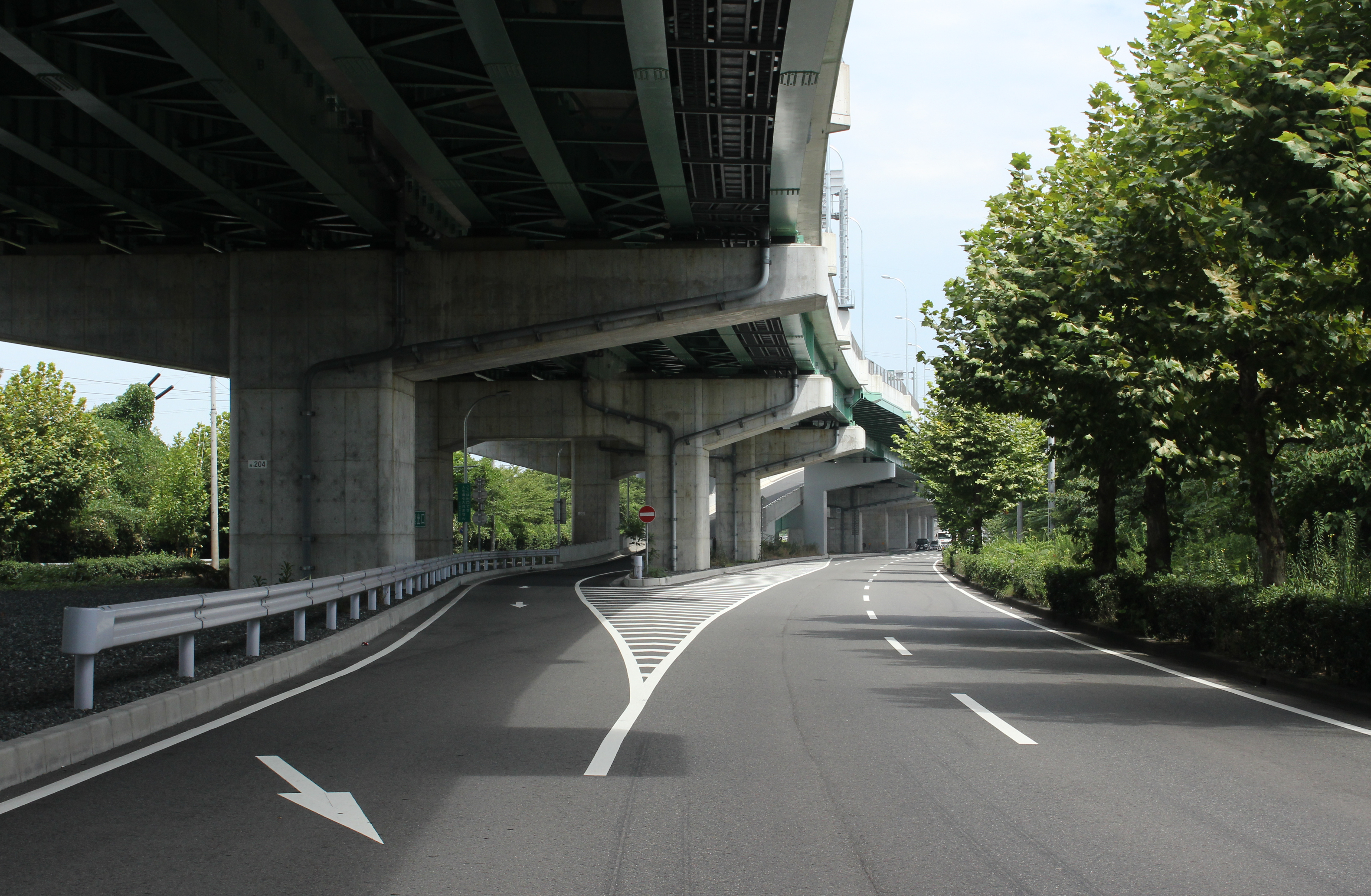
出口。県道55号へ流出する。
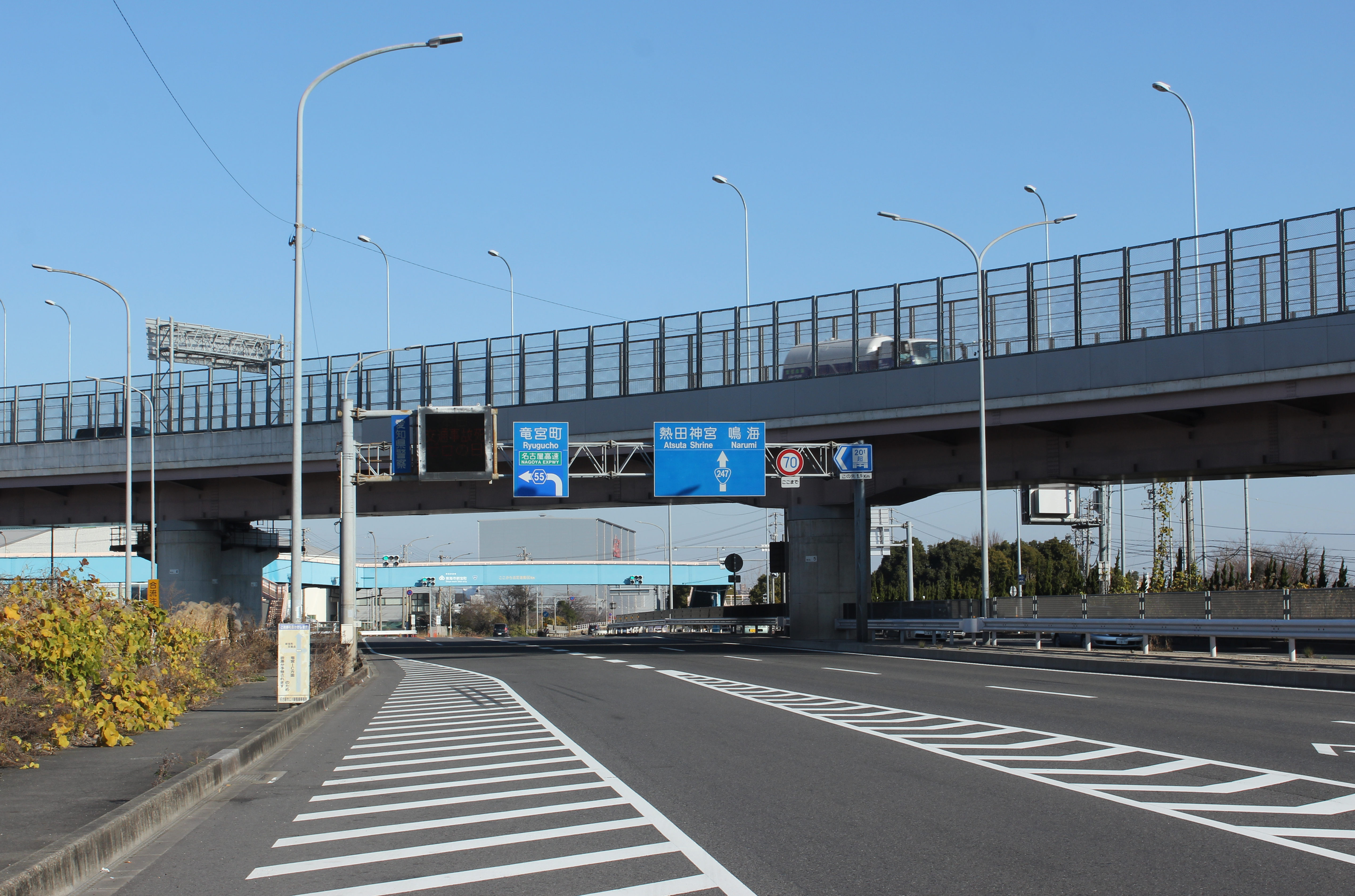
国道247号と愛知県道55号名古屋半田線の交差点。

## 周辺
- 新宝緑地運動公園
- 名和駅（名鉄常滑線）

## 隣
名古屋高速4号東海線
(406/416)船見出入口 - (407/417)東海新宝出入口 - 東海料金所 - (7-1)東海JCT